# دسته‌گل

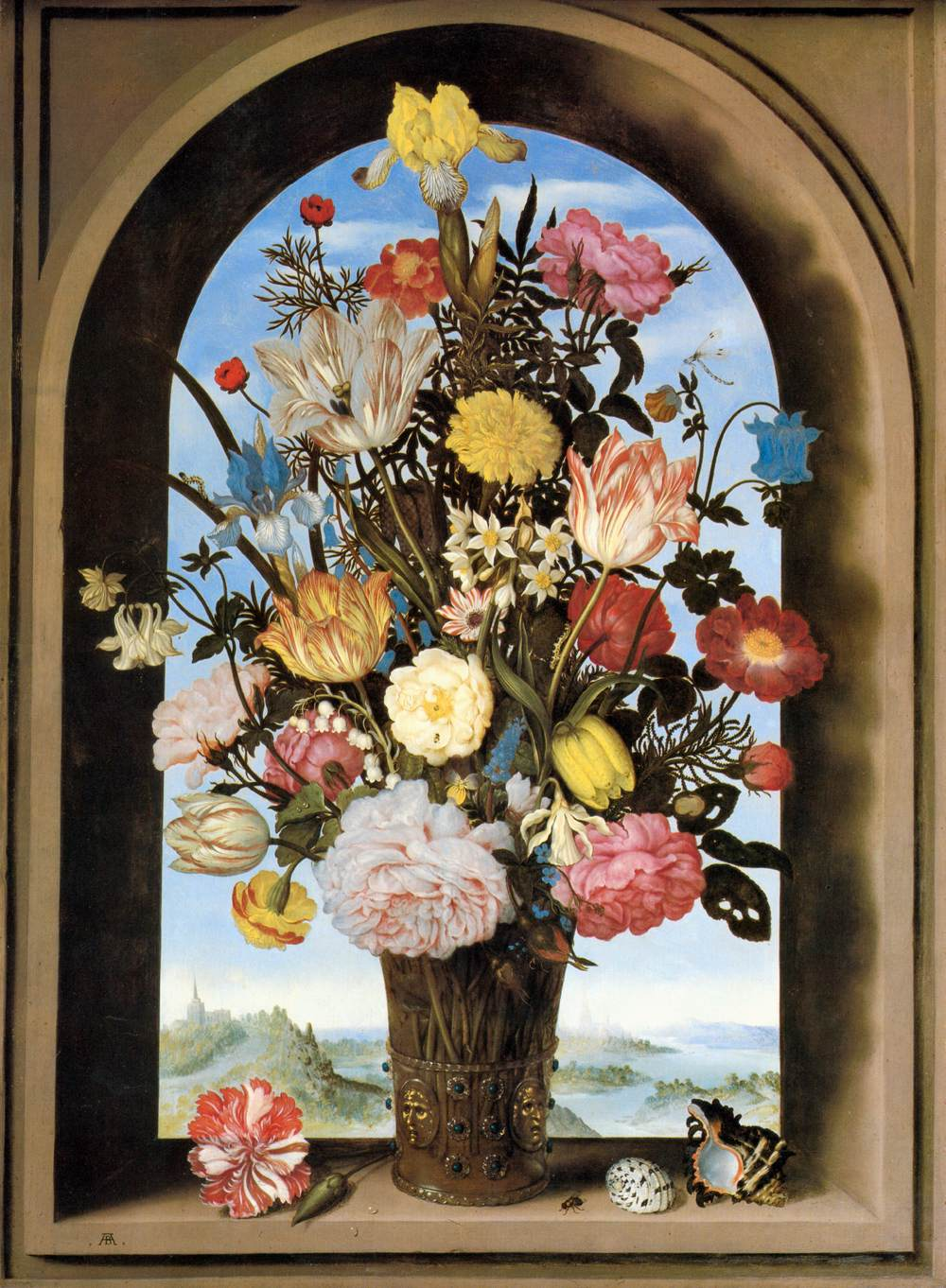
دسته‌گلی در پنجرهٔ قوسی‌شکل اثر آمبرسیوس بوشارت حدود سال ۱۶۲۰–۱۶۱۸. قدیمی‌ترین تزئینات رسمی گل در اروپا همان‌طور که در بیشتر نقاشی‌های قرن هفدهم دیده می‌شود به دانمارک مربوط می‌شود.

دسته‌گُل مجموعه‌ای از گل‌ها است که به روش خلاقانه‌ای کنار هم چیده شده‌است. از دسته‌گل می‌توان برای تزئین خانه یا ساختمان‌ها استفاده کرده یا آن را در دست گرفت. دسته‌گل‌هایی که در دست گرفته می‌شوند به چندین شکل و سبک شامل:گل‌دسته، دسته‌گل هلالی‌شکل و آبشاری‌شکل طبقه‌بندی می‌شوند. در موقعیت‌های ویژه مانند روزهای تولد یا سال‌گردها دسته‌گل هدیه داده می‌شود. آن‌ها به شکل گسترده‌ای در عروسی‌ها هم مورد استفاده قرار می‌گیرند. دسته‌گل‌ها را در گلدان می‌چینند یا می‌توان برای تزئین خانه به روش‌های سنتی یا امروزی استفاده کرد. براساس فرهنگ جامعه ممکن است نمادهایی را به انواع گل‌ها ضمیمه کرد.

## دسته گل عروس
از رسومات قدیمی مراسم عروسی در عموم کشورها است که عروس باید دسته گلی همراه با خود داشته باشد که در آخر مراسم عروسی آنرا به سمت جمعیت پرت می‌کند، این دسته گل عموماً از گل‌های فصل انتخاب می‌شود یا گلی به خصوص است که عروس و داماد خاطرهٔ ویژه ای با آن دارند. و از مهمترین نمادهای عروسی است. نوع چیدمان گل‌ها، رنگ‌ها و حتی انتخاب گل می‌تواند حاوی پیامی باشد، که شما احتمالاً از آن بی خبرید. این که گل‌ها تنها موجودات زنده در میان عناصر مختلف عروسی هستند؛ می‌تواند نشان‌دهندهٔ اهمیت آن باشد.
گل‌ها می‌توانند به راحتی احساسات ما را نشان دهند، می‌توانند منتقل کنندهٔ عشق، احساس و عاطفه باشند. پس نباید بی‌تفاوت از کنار انتخاب آنها بگذریم.

## نگارخانه

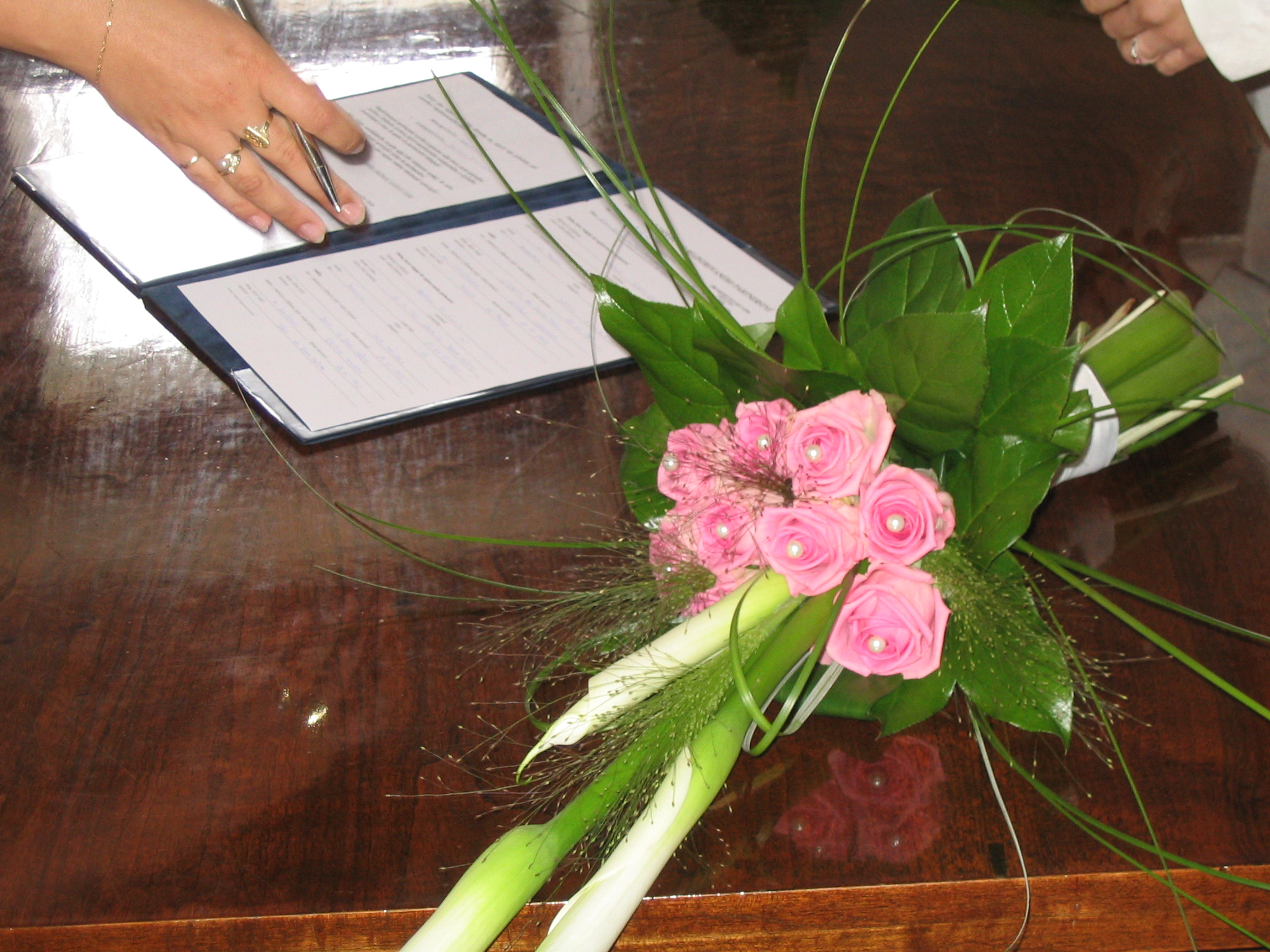
دسته‌گلی که به روش مدرن آراسته شده‌است.
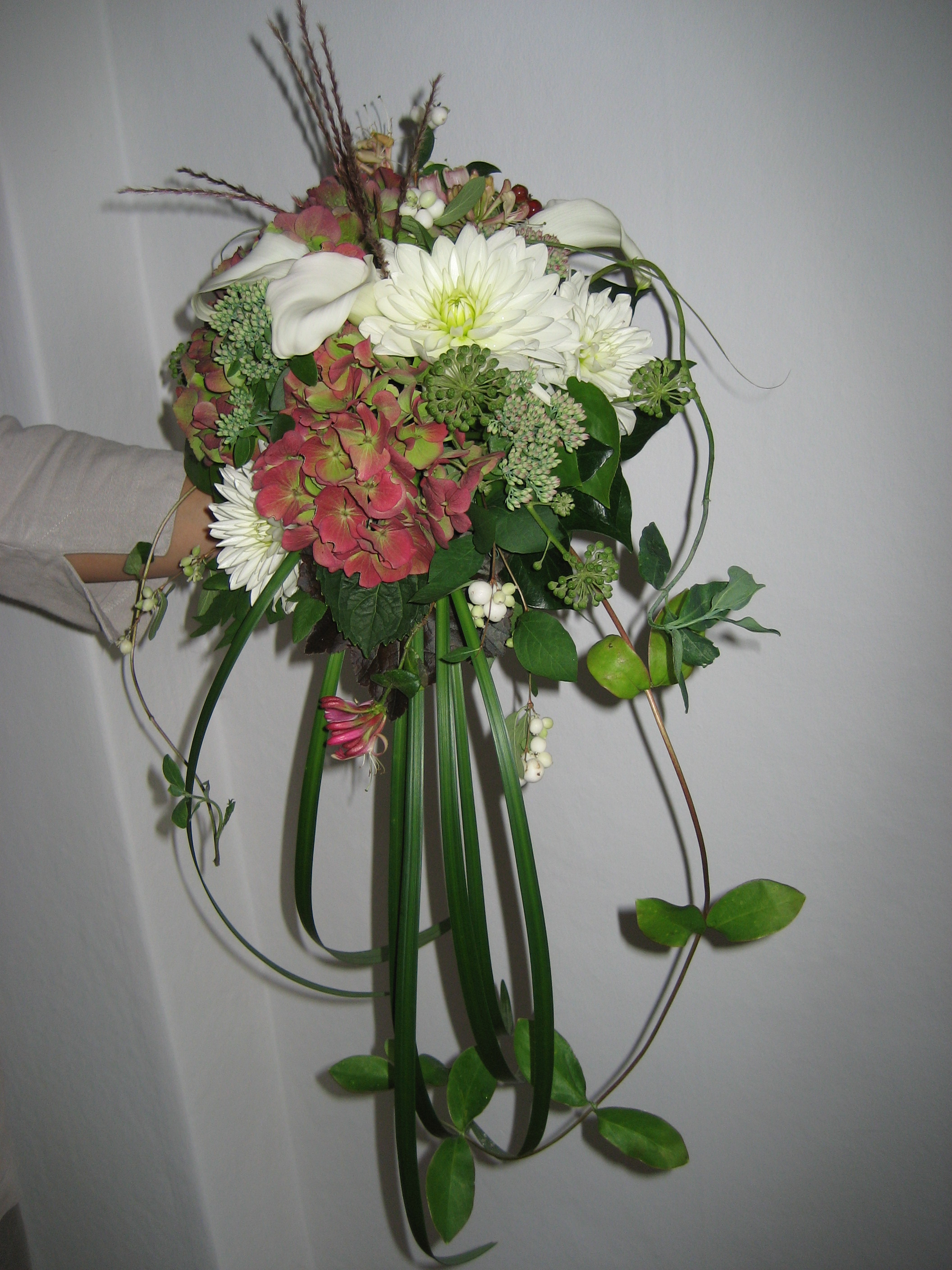
یک دسته‌گل به شکل آبشاری،شاخه گل‌هایی با ساقهٔ دراز که از دستهٔ اصلی بیرون افتاده‌اند.
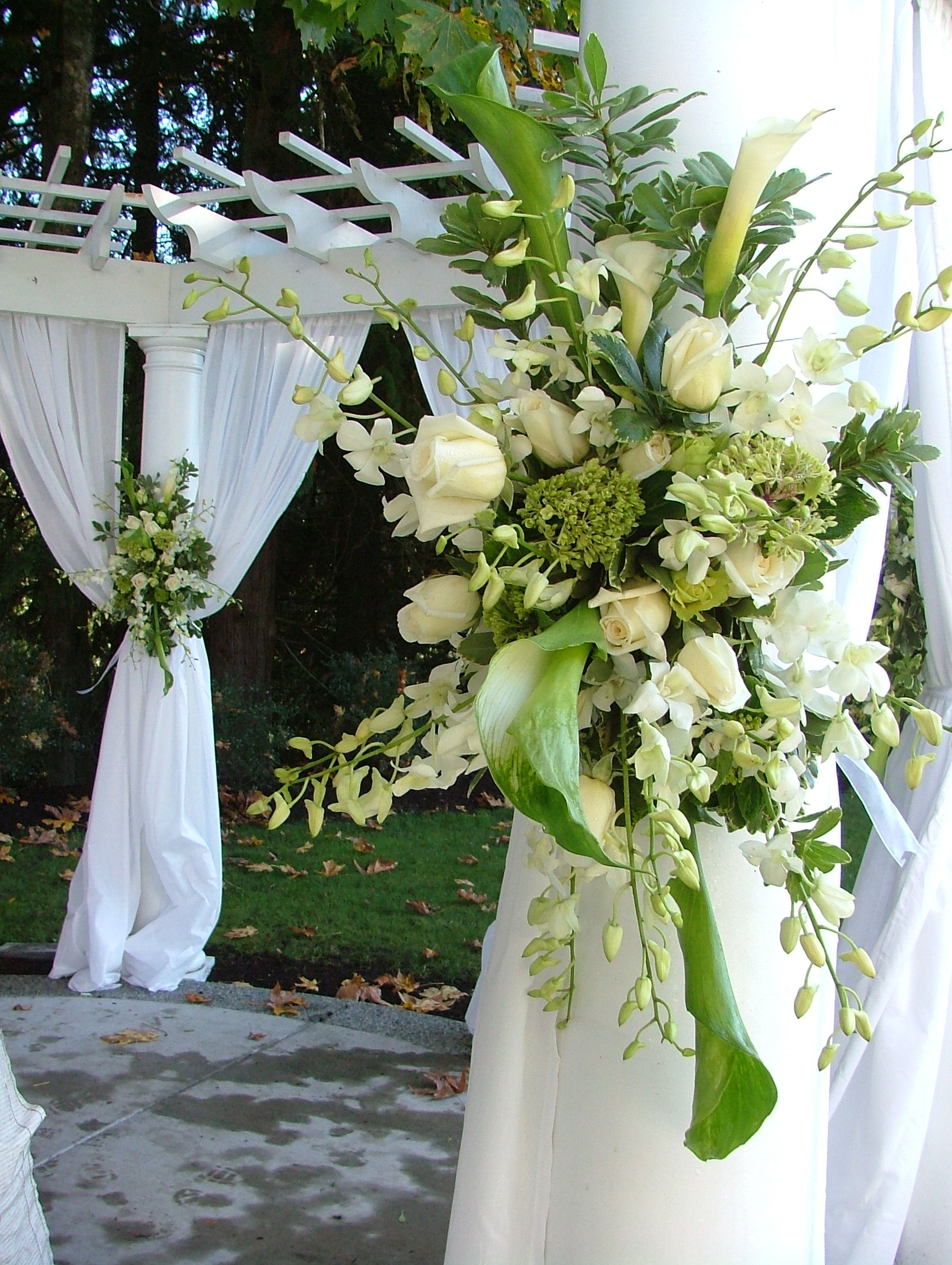
دسته گل سبزی که برای تزیین به ستونی وصل شده‌است.
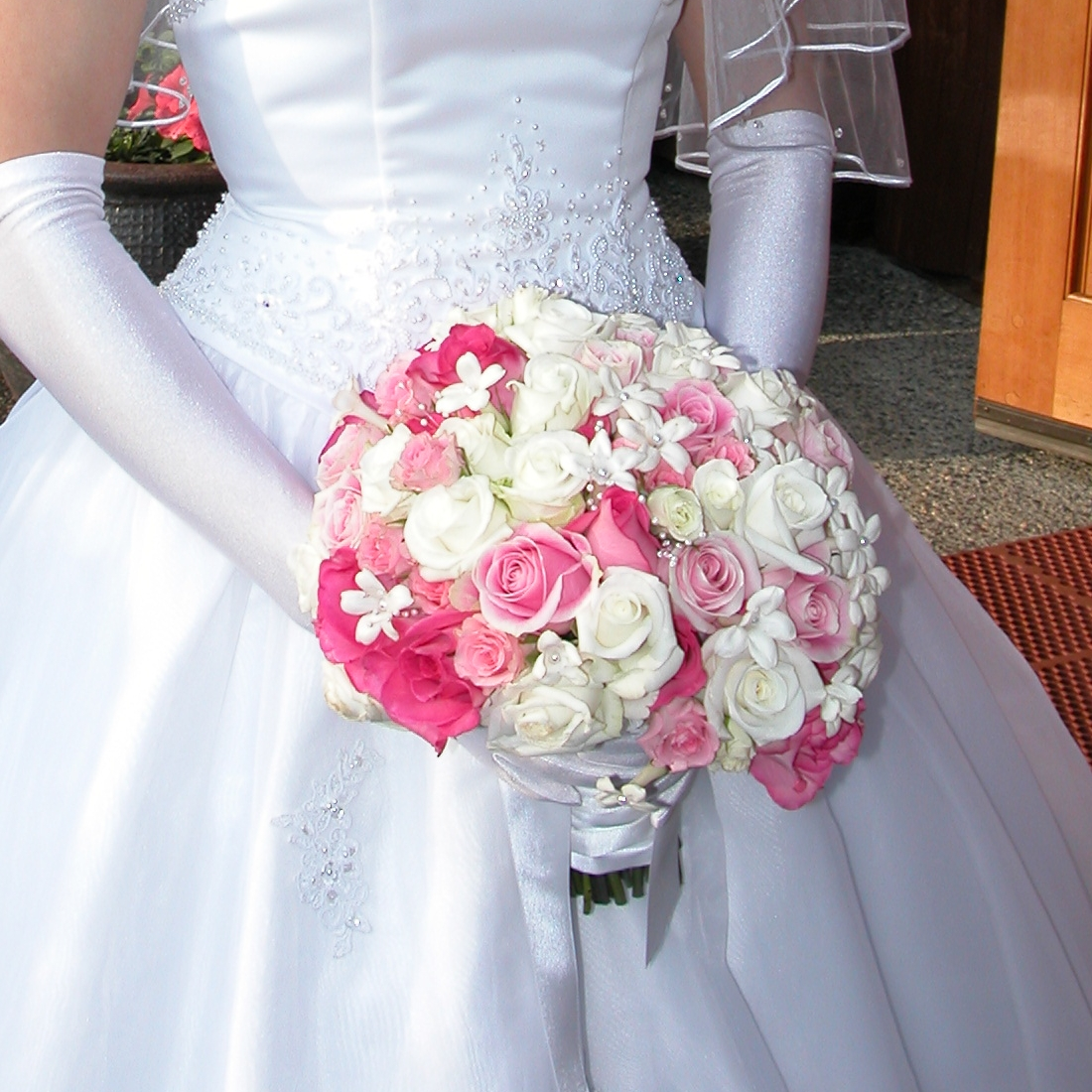
دسته‌گلی درشت و شکل گرد به قطر یک فوت که ویژه نگه‌داشتن در دست است.
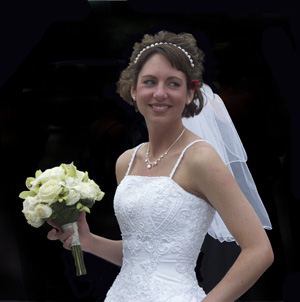
یک عروس دسته گلی را در دست گرفته‌است، که شامل گل‌هایی با ساقهٔ دراز و گل‌های وحشی است.